# ソア橋
「ソア橋」（ソアばし、The Problem of Thor Bridge）は、イギリスの小説家、アーサー・コナン・ドイルによる短編小説。シャーロック・ホームズシリーズの一つで、56ある短編小説のうち46番目に発表された作品である。イギリスの『ストランド・マガジン』1922年2・3月号、アメリカの『ハースツ・インターナショナル』1922年2・3月号に発表。1927年発行の第5短編集『シャーロック・ホームズの事件簿』(The Case-Book of Sherlock Holmes) に収録された。
「ソア(Thor)」は北欧神話の雷神トールに由来するとされ、それを明確にするため日本語訳を「トール橋」とする場合もある。

## あらすじ

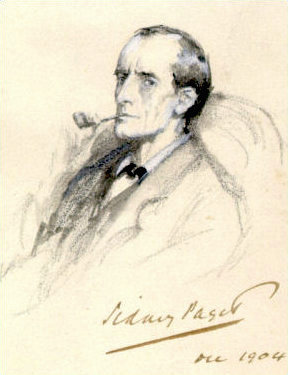
シャーロック・ホームズ - シドニー・パジェット画

シャーロック・ホームズと伝記作家で医師のジョン・H・ワトスンが共同生活を送るロンドンのベーカー街221Bを、アメリカの上院議員で世界一の金鉱王として知られるニール・ギブスンが訪れた。屋敷に住み込みの家庭教師グレイス・ダンバー嬢が、ギブスンの妻マリアを殺害したとされる疑いを、晴らして欲しいという依頼である。
新聞などによれば、ギブスンのハンプシャーの屋敷付近にあるソア橋の上で、頭を撃ち抜かれて死んでいるマリアが発見された。現場に凶器の銃はなく、屋敷のグレイスの衣装棚から、口径が一致し1発使用されている銃が出てきた。マリアはグレイスからの手紙を持っていて、その内容はソア橋での面会を約束したものだった。ギブスンは容色に衰えを見せていた妻にはつらく当たり、一方で若く魅力的なグレイスに関心を示していたらしい。マリアが死ねばグレイスが後妻になると考えられ、グレイスにはアリバイもないため逮捕されたのである。
ギブスンはホームズに、グレイスの無実を証明すれば金も名誉も思いのままだ、と傲慢な態度で話を始める。しかしホームズは興味を示さず冷ややかに対応し、グレイスとは雇用関係にあるだけだと主張するギブスンに、真実を話していないと指摘する。ギブスンは激怒して立ち去るが、やがて頭を冷やし戻ってくると態度を改め、全てを語る。ギブスンによれば、妻への愛情が冷めてしまい、つらく当たったのは事実である。しかし彼女のギブスンへの愛は、どんな仕打ちをしても変わることがなかった。そこへグレイスが家庭教師としてやってきて、ギブスンはすっかりほれ込んでしまい、自分の気持ちを打ち明ける。驚いたグレイスは屋敷を去ろうとするが、ギブスンに対し強い影響力を持っていることを自覚して、考えを変える。影響力を行使し、ギブスンの膨大な資産を社会奉仕の方向へ使わせることで、世の中へ貢献できると考えたのである。グレイスはギブスンが二度と言い寄らないことを条件に、屋敷に残ったのだった。ギブスンは、それを知ったマリアが嫉妬と憎しみの余り銃でグレイスを脅し、もみ合いの中で銃が暴発したのではないかと推測を述べる。

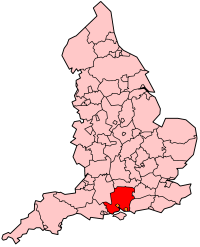
ハンプシャーの位置

ハンプシャーを訪れたホームズとワトスンは、凶器の銃は屋敷にあった二丁セットのもので、その片方が行方不明になっていることを知る。現場のソア橋は、池に架かった石造りの橋だった。調査を始めたホームズは、石の欄干に新しい欠けた傷があることに気づく。傷は死体からやや離れた場所にあり、何が原因で出来たのか分からない。続いて二人は独房のグレイスと面会し、事の次第を聞く。それによれば、彼女はマリアからの手紙でソア橋へ呼び出されたが、マリアが口を極めてグレイスを罵倒したため、あまりにも激しい憎悪に恐慌状態になってその場から逃げ出し、自室に閉じこもっていたというのである。そして話が欄干に付いた傷の件になったとき、ホームズは突然何かに閃いた様子を見せる。
ソア橋へと戻ったホームズは、まずワトスンの銃と重い大きな石とを丈夫な紐で結びつける。続いてホームズは紐で結びつけた石を橋の欄干の外、池の水面の上にぶらさげ、自らは銃を持って遺体の発見場所に立つ。そして紐で結ばれた銃を頭の位置まで持ち上げ、手を離す。すると石はそのまま水中へ沈み、紐に引っ張られた銃は欄干に鋭い音をたてて激突した後、欄干を乗り越えて池の中に没した。銃は現場から消え、同時に欄干の傷は2ヵ所に増えている。ホームズは事件の完全な再現に成功したのだった。池を浚えばワトスンの銃と石以外にもう一組、二丁セットの銃の一つが重り付きで見つかるはずであるとホームズは締めくくった。
マリアは愛する夫と大切な子供達を奪われた怒りと嫉妬から、殺人に見せかけて命を絶つこと、その罪を憎いグレイスに着せることを考えた。巧妙な手紙を書きグレイスから呼び出されたように偽装し、二丁セットの銃の片方をグレイスの衣装棚に隠して証拠とする。そしてソア橋でグレイスを思い切り罵って彼女が逃げ去った後、仕掛けをした銃で自らの頭を撃ち抜き自殺を遂げたのだった。この事件は殺人ではなく、変わらぬ愛を抱く一人の女性の悲しい復讐劇だったのである。

## トリック

### 原型となった事件と本作を基にした現実の事件
凶器のピストルに紐で重りを結びつけ、その重りでピストルを引っ張ることで現場から凶器を移動させ隠すことにより、自殺を他殺に見せかけるというこの短編のトリックには、モデルとなった実際の事件があった。それは、「ヨーロッパにおける犯罪学の創始者」といわれるハンス・グロスの著書に記されている事件である。
この実際の事件は、早朝にドイツ人の穀物商が、橋の上で頭をピストルで撃たれ死亡しているのが発見されたことに始まる。凶器のピストルは現場に見当たらず、当初は強盗による殺人事件と考えられた。付近にいた浮浪者が一人、容疑者として拘束されたが、予審判事が死体の側の欄干に新しい不審な傷があるのを発見したことから、橋の下の水中を浚ってみることになった。その結果、水中から紐で結ばれたピストルと石が引き上げられた。そして鑑定が行なわれ、穀物商の頭部に残されていた弾丸はこのピストルで撃ったものだと確認されたのである。最終的に、困窮していた穀物商が高額の保険金を目当てに自殺したのだと結論付けられた。自殺では家族へ保険金が支払われないため、強盗に襲われたように偽装したと考えられている。
ハンス・グロスはオーストリア人で、検察官・刑事裁判官・大学教授を経て1912年に犯罪学研究所を設立した人物である。ドイルがハンス・グロスの著書のうち何を参考にしたかは意見が分かれている。ベアリング＝グールドは『犯罪学大全』（1891年）の名を挙げ、W・W・ロブスンはドイツ語の『犯罪学大全』を英訳した『犯罪調査』(1907年)を、江戸川乱歩や中島河太郎は『予審判事必携』(1893年)を挙げている。
シャーロキアンの赤月俊太はドイルがドイツ語に通じていることから『予審判事必携』の中の｢穀物商事件｣を参考にしたと考え、ドイルはオーストリアに近いスイスのダボスに滞在した時に『予審判事必携』を手に入れたのだと推理している。
また、ドイルの遺品がオークションにかけられようとした時、本作のトリックを使って自殺を他殺に見せかけて、国外に流出するのを防ごうとした事件が起こった。

### 評価と同系作品
江戸川乱歩は『続・幻影城』の中で「ソア橋」について、自殺を他殺に見せかけるトリックはこの短編が初出であると記した。そしてE・C・ベントリーが傑作集「The Second Century of Detective Stories」で「ソア橋」を選出したことに同意し、「初めて使われたトリックという意味だけでも、一票を投ずる値うちがある」と評している。
中島河太郎は探偵小説雑誌『宝石』に連載された『探偵小説辞典』の中で、「一人二役」のうち犯人と被害者が同一であるトリックを使用した作品の代表として「ソア橋」を挙げ、同様の例が江戸川乱歩の「一枚の切符」にあると評している。
「ソア橋」の自殺を他殺に見せかけるトリックと同じトリックを使用した作品として、ヴァン・ダインの『グリーン家殺人事件』（1928年）がある。これはドイルと同じくハンス・グロスの研究を基にして執筆されたと考えられている。
ただし江戸川乱歩がトリックについて「後年ヴァン・ダインが「グリーン家」に於て敢て再使用したほどの魅力がある」と記しているように、先に発表された「ソア橋」の影響も考えられる。
横溝正史の『本陣殺人事件』（1946年）は、「ソア橋」に影響を受けた作品として名を挙げられることがある。江戸川乱歩は『宝石』に掲載した「『本陣殺人事件』を読む」と題した批評の中で、トリックは「ソア橋」からのものだが、密室殺人と組み合わせた点に創意があると評し、実吉達郎は「《トール橋》の子孫として最高の凝った境地に達した」と評している。
『本陣殺人事件』の作中では、探偵役の金田一耕助が「ソア橋」の名を挙げ、「自殺を他殺と見せかけるトリックは探偵小説ではしばしば扱われるものなのです。その代表的なものが、シャーロック・ホームズ物語の中の『ソア橋事件』という小説ですが、（中略）こんどのことを思いついたのは、この小説がヒントになっているんです。」と述べている。
一方、著者の横溝正史自身は、『探偵小説五十年』の中で「それが「ソア橋事件」のトリックと酷似しているとは、ほんとのところ、江戸川さんから指摘されるまで気がつかなかった。」と記し、小林信彦のインタビューに対しては「エンジェル家、あれですよ。乱歩は誤解してンだけども、あれが『本陣』のヒントですよ。（中略）『ソア・ブリッジ』のことは全然忘れてた。」と答え、実際には『エンジェル家の殺人』（ロジャー・スカーレット著、1932年）からトリックを思いついたとしている。
他に「ソア橋」に近いトリックを使用した作品として、実吉達郎が野村胡堂の『銭形平次捕物控』に含まれる「凧糸の謎」と「猫の首輪」を挙げている。

## 年代学
ワトスンの記述には、この事件が発生した年月日が明記されておらず、冒頭で訪ねてきたニール・ギブスンが事前に「明日訪問する」と送ってきた手紙が10月3日に書かれていて（つまり冒頭の日時は10月4日）、この時点ですでに事件が起きていることが分かるぐらいである。
シャーロキアンの間では、1900年か1901年の発生だと考えられている。
正典60編の事件を発生年代順に並べた『詳注版 シャーロック・ホームズ全集』を発表したベアリング＝グールドの説では、ニール・ギブスンからの手紙の日付や、ホームズが6000ポンドの報酬を受け取っている「プライオリ学校」との関係などから、本編部分は1900年10月4日の木曜日から5日の金曜日までの出来事としている。

## 研究
オックスフォード版全集に注釈をつけたW・W・ロブスンは、依頼人のニール・ギブスンに関連する実在の人物として、アメリカの上院議員で鉱山を所有していたジョージ・ハーストと息子の新聞王ウィリアム・ランドルフ・ハーストの名を挙げた。そして、作中に描かれるギブスンの人物像はランドルフを思わせると指摘し、ランドルフをモデルとした映画『市民ケーン』（Citizen Kane、1941年）を引き合いに出している。
執筆当時ドイルの作品はアメリカではハースト系の雑誌に掲載されていた。しかし、W・W・ロブスンはハーストが抱いていた反英感情をドイルが嫌っていたに違いない、としている。
容疑者のグレイス・ダンバー嬢は、出会ってすぐホームズを信用させた、稀な女性である。ホームズは『四つの署名』では、後にワトスンの妻となるメアリー・モースタンと出会った後、メアリーの魅力を賞賛するワトスンに対し、気付かなかったと答えている。さらに、個人の特質で評価するのは間違いで、好悪の感情は推理の妨げになると断じ、例外はないと述べている。しかし、グレイスと出会ったホームズは、グレイスがギブスンに強い影響力を持っていること、二人の関係が清廉潔白なものであることを、あっさりと信じてしまうのである。W・W・ロブスンはこれを「実に対照的な態度」と評し、ネイサン・L・ベンジスは「これが、自分は例外を認めないといった、同じ人物であろうか？」と評している。

## 映像化

### グラナダ・テレビ版
イギリスのグラナダ・テレビが製作したテレビドラマ『シャーロック・ホームズの冒険』では、第5シリーズ2番目のエピソード、通算第28話として「The Problem of Thor Bridge」（ソア橋のなぞ、1991年）が放映された。ホームズをジェレミー・ブレットが、ワトスンをエドワード・ハードウィックが演じている。
ストーリーの大筋は原作と同様だが、ダニエル・マッセイの演じるニール・ギブスンは、ホームズの態度に激怒してベーカー街221Bを去ったあと、ホームズの予想に反して戻ってこない。そのため、ホームズはワトスンの勧めにより、独自に捜査を開始することになるのである。劇中、ホームズがアーチェリーを楽しむという、原作には一度もない場面もある。なお、ギブスンは馬車ではなく運転手付きの自動車という、1900年代初期の英国ではまだ普及途上であった移動手段を用いている。

### ストール・ピクチャーズ版
イギリスの Stoll Picture Productions が製作したシリーズ映画 Sherlock Holmesの第3弾『The Last Adventures of Sherlock Holmes』（シャーロック・ホームズ最後の冒険）では、全15作のうち11番目のエピソードとして「The Mystery of Thor Bridge」（ソア橋事件、1923年）が公開された。ホームズをエイル・ノーウッドが、ワトスンをヒューバート・ウィリスが演じている。